# Parlevinker

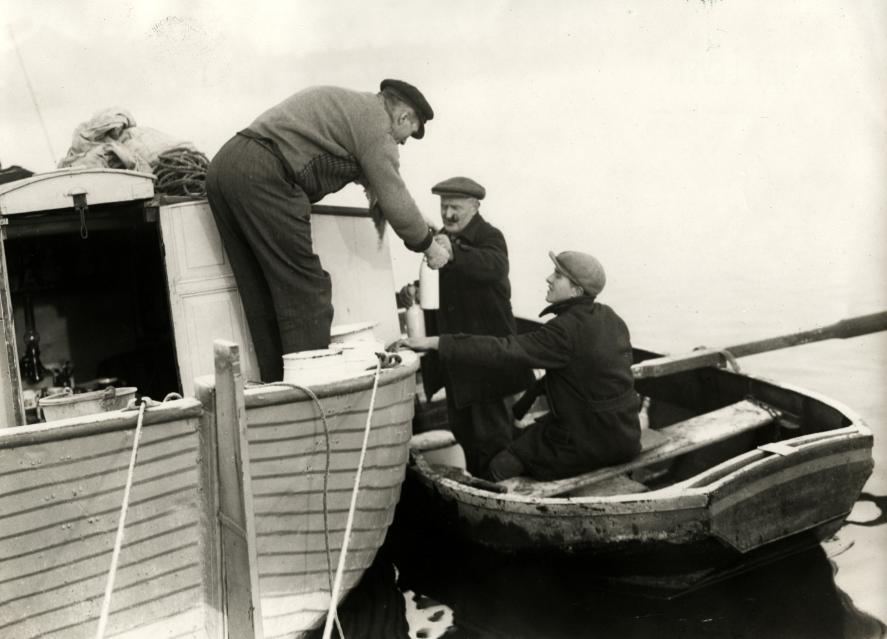
Parlevinker. Melkboer Gerrit uit Oude Wetering bezorgt flessen melk aan boord van een schip. Foto 1930.

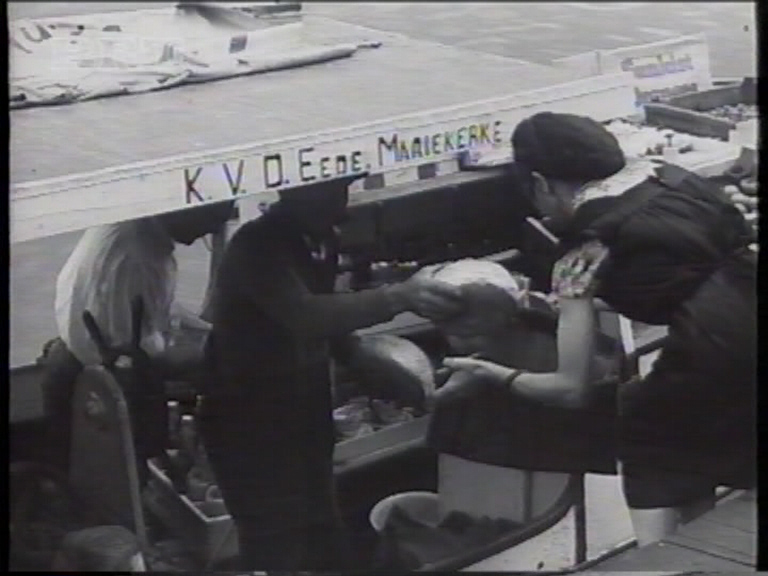
Karel Van den Eede op de Schelde in 1957

Een parlevinker is een ondernemer die vanaf zijn boot goederen, meestal levensmiddelen, verkoopt. De naam parlevinker of zoetelaar werd op de rivier gebruikt, terwijl in havengebieden gesproken werd over kadraaier of kaaidraaier. Als beroep is het praktisch uitgestorven.
Parlevinker is ook een type schip, dat als varende supermarkt fungeert. Zulke kleine bootjes waren in de grote havens voorzien van een band met kleurencode. Parlevinkers waren te herkennen aan een groen-wit geblokte band. In contrast met de boten van de roeiers, die een zwart-wit geblokte band voeren en opkopers met een rood-wit geblokte band.
Parlevinkers, zowel kruideniers als olieboeren, waren op de grote rivieren, zoals op de Rijn bij de plaats Tolkamer, op de onder andere Friese meren en in de havens in Nederland te vinden. In Friesland was het beroep vooral in de zomer lucratief vanwege de toeristen.  
Op 29 april 2008 is de laatste Nederlandse parlevinker - Wim van Hooren uit Belfeld, die 44 jaar met zijn vaders schip Time is Money op de Maas voer - ermee gestopt. Zijn boot is in bruikleen gegeven aan het havenmuseum Rotterdam en daar op 14 april 2008 naar overgevaren. Sinds september 2015 heeft de Time is Money haar ligplaats bij Museumwerf Vreeswijk. 
Ook in België waren er parlevinkers, en wel op de Scheldestroom. De laatst overblijvende, Karel Van den Eede uit Mariekerke, deelgemeente van de gemeente Bornem in de provincie Antwerpen, is na de Tweede Wereldoorlog als parlevinker begonnen en er al in 1957 mee gestopt.
Parlevinker was ook de naam van het bootje waarmee de goederen werden getransporteerd. Aanvankelijk gebeurde dat middels roeibootjes. In later jaren waren ze als snelle, kleine, wendbare motorbootjes in één oogopslag herkenbaar tussen de binnenvaartschepen.

## Belastingvoordeel afgeschaft
Naarmate schippers op de binnenvaart toenemend beschikten over openbaar vervoer of eigen vervoer op de wal, nam de nering van de parlevinker af. Dit had ook andere oorzaken, toegelicht in de reportage uit 1978 van het Polygoonjournaal. In Nederland konden veel parlevinkers ondanks teruglopende verkoop hun handel nog laten voortbestaan door een aparte fiscale positie die zij lange tijd hadden. De parlevinkers konden op de rivieren namelijk goederen waarover normaliter accijns moest worden betaald, zoals tabakswaren en alcohol, belastingvrij verkopen. Al in 1998 dreigde deze accijnsvrijstelling door het Ministerie van Financiën ingetrokken te worden. Deze vrijstelling zou namelijk fraude in de hand kunnen werken, hetgeen overigens nooit is aangetoond. Weliswaar zou de vrijstelling in verband met de Europese eenwording moeilijk te verdedigen zijn. Tegen 2007 waren er nog 15 ondernemingen in Nederland in deze branche actief, met zo'n 150 werknemers in totaal. De fiscale vrijstelling werd uiteindelijk per 1 januari 2007 afgeschaft door Steven van Eijck, staatssecretaris van het Ministerie van Financiën namens de Lijst Pim Fortuyn (LPF) in het kabinet-Balkenende I. Dit was in feite het einde voor de parlevinkers, de 'langsvarende verkoop' in Nederland.
Verkoop te water door parlevinkers is enigszins vergelijkbaar met verkoop vanuit de SRV-wagen, een kleine supermarkt op wielen te land.
- Reportage van het Polygoonjournaal over de neergang van de parlevinker uit 1978

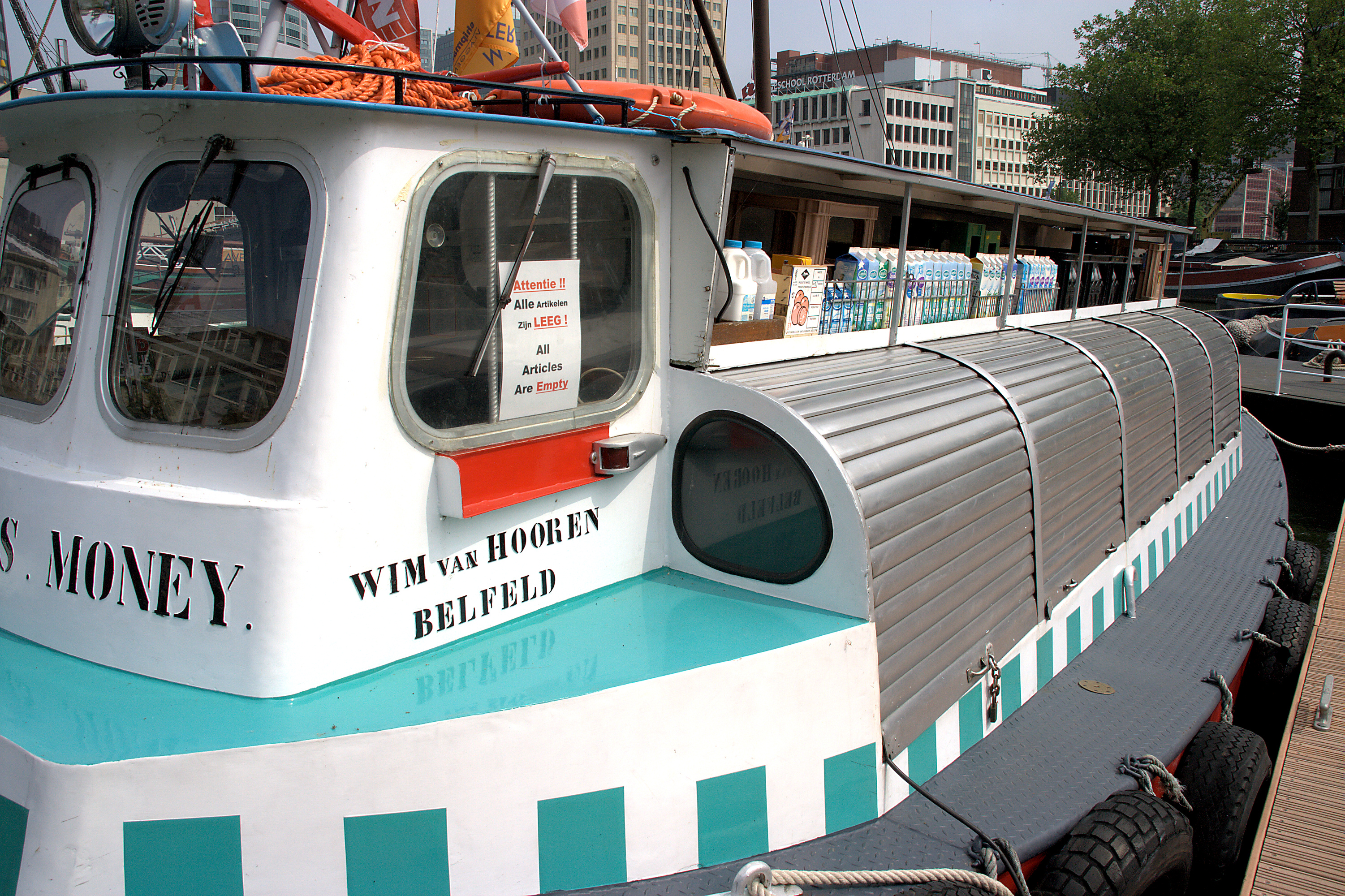
Time is Money
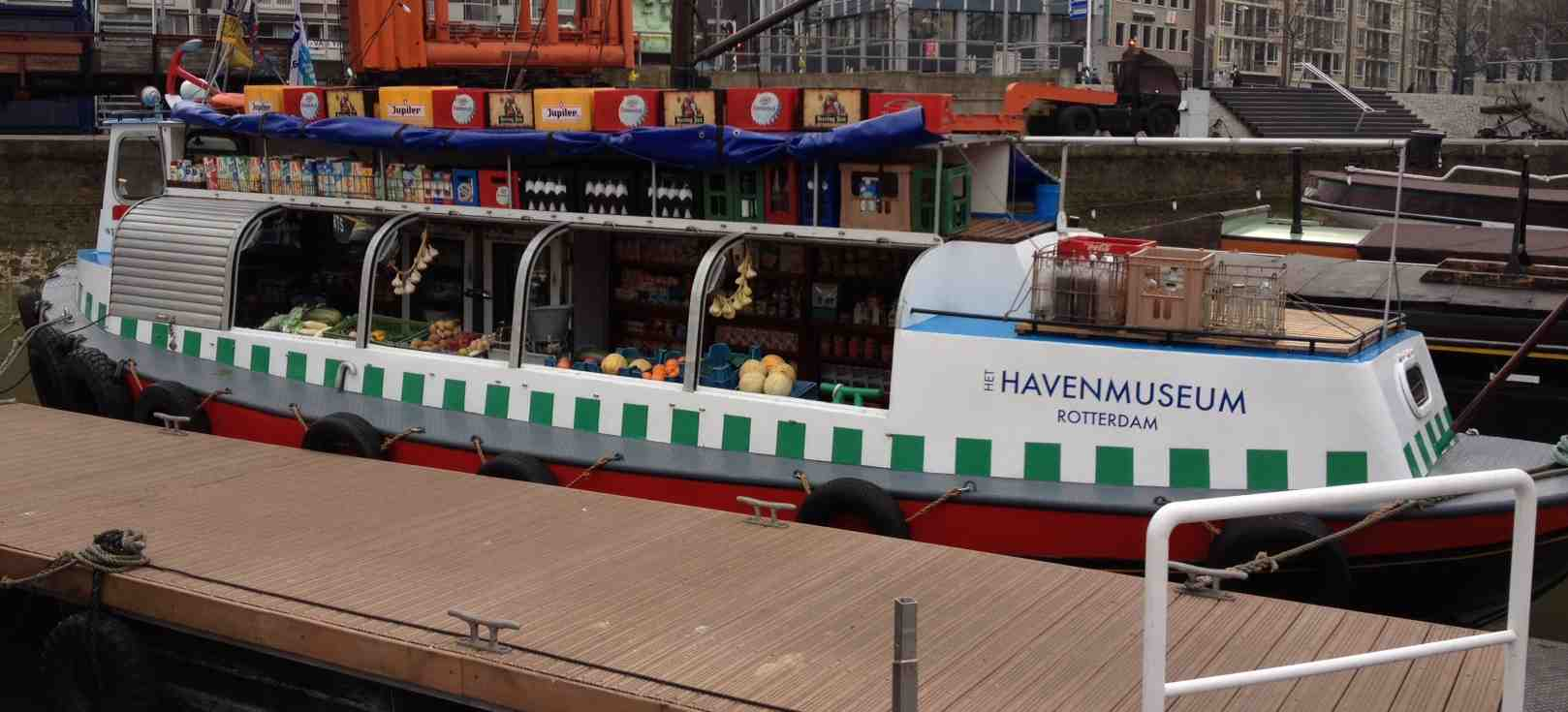
Time is Money met de luiken open
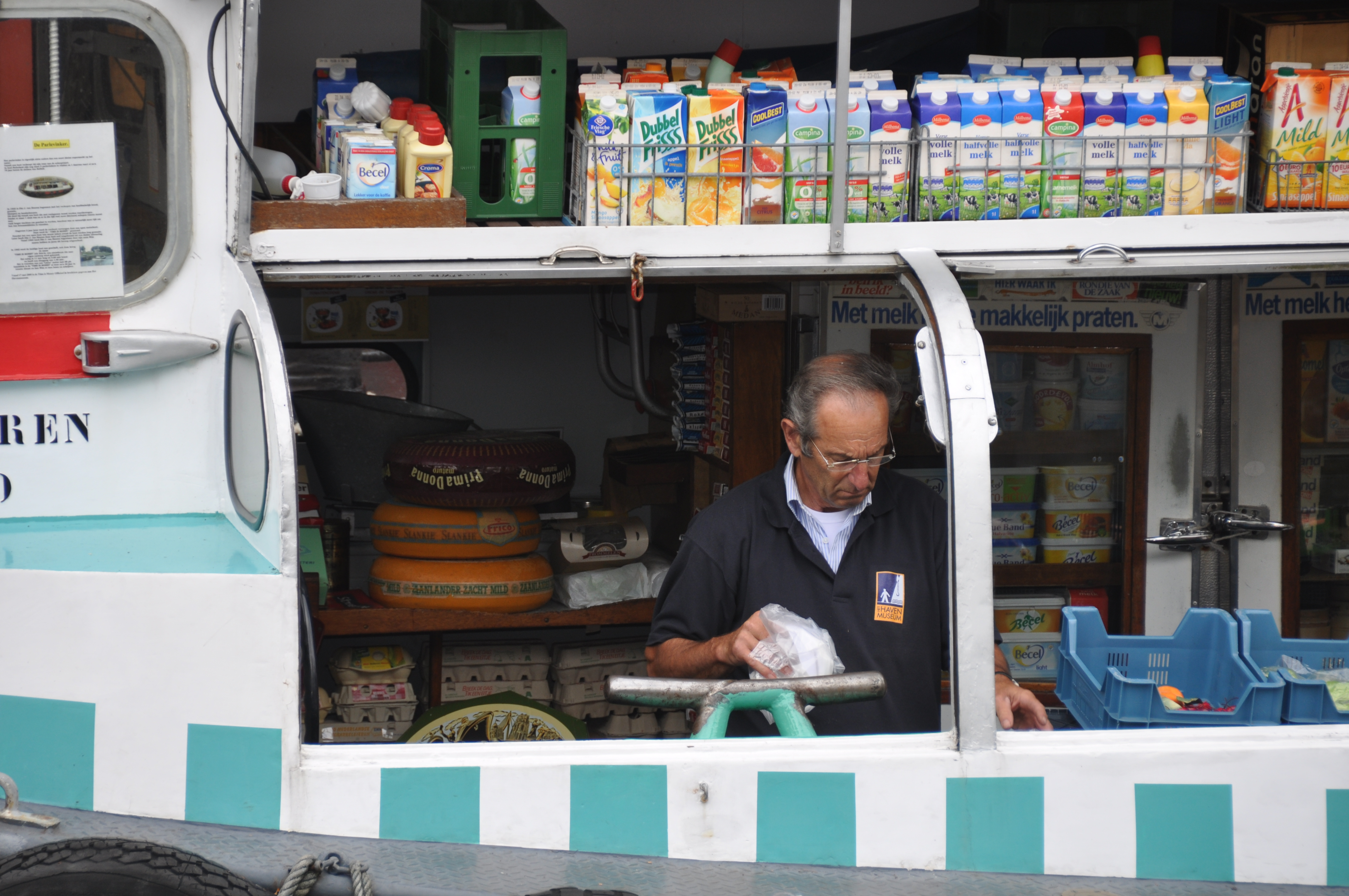
Aan het werk